# Palawanblomsterpickare
Palawanblomsterpickare (Prionochilus plateni) är en fågel i familjen blomsterpickare inom ordningen tättingar.

## Utseende och läte
Palawanblomsterpickaren är en mycket liten fågel. Hanen har grå ovansida med en röd fläck på hjässan, ett vitt mustaschstreck och gul övergump. Undertill syns vit haka, gul strupe med en röd suddig fläck och vit buk. Honan är tecknad som hanen men är mycket mer dämpad i färgerna, med bruna vingar och grått huvud. Den skiljer sig från hona tjocknäbbad blomsterpickare genom gult bröst och gul övergump. Lätet är ett grovt "jak", ibland avgett i en snabb och hård drill.

## Utbredning och systematik
Palawanblomsterpickare förekommer i sydvästra Filippinerna och delas in i två underarter med följande underarter:
- Prionochilus plateni plateni – Balabac och Palawan
- Prionochilus plateni culionensis – Busuanga, Culion, Calauit och Calamianöarna

## Status
Arten har ett relativt litet utbredningsområde och tros minska i antal. IUCN kategoriserar ändå arten som livskraftig.

## Namn
Fågelns vetenskapliga artnamn hedrar Dr Carl Constantin Platen (1843–1899), tysk läkare och samlare av specimen i Ostindien.